# 邱葵
邱葵（1244年—1333年），一作丘葵，字吉甫，號釣磯，福建同安小嶝嶼（今廈門市翔安區）人，宋末元初愛國詩人、名儒。

## 生平
生于淳佑四年甲辰九月十七日（1244年），早年師從辛介甫、吴平甫、呂大圭、洪天錫等人，是朱熹四傳弟子，時稱“泉南名贤”。延佑丙辰（1316年）應劉君輔之聘，至祥芝講學。
南宋亡後，隱居小嶝鍾山，不事異族，自號釣磯翁，專心著書。馬祖祥、白碧忠請他復出，不就。元至順四年（1333年）卒。妻許氏，有四子，邱必、邱俗、邱造物、邱信。

## 著作
著有《釣磯詩集》、《易解义》、《书解》、《诗口义》、《春秋通义》、《周礼补亡》，元时有倭寇至其宅，取走他的著书，因此其著述很多已经散佚。今有《周礼补亡》、《钓矶诗集》存世。

## 後世紀念
邱葵故居今有隱藏院、樂丘石、釣磯、棋盤石，蔡獻臣有詩《訪邱釣磯故居》。